# Goodhope (rivière)
Pour les articles homonymes, voir Goodhope.
La rivière Goodhope est un cours d'eau d'Alaska, aux États-Unis situé dans le borough de Northwest Arctic.

## Description
Longue de 46 milles (74 km), et située dans la péninsule de Seward, elle prend sa source à 5,3 milles (9 km) du lac Cloud, puis se dirige vers le nord-est jusqu'à la baie Goodhope, à 27 milles (43 km) à l'ouest du cap Deceit et de Deering.
Son nom a été référencé en 1901 par Mendenhall, de l'United States Geological Survey, il provient de celui de la baie Goodhope.